# Roza Eskenazi

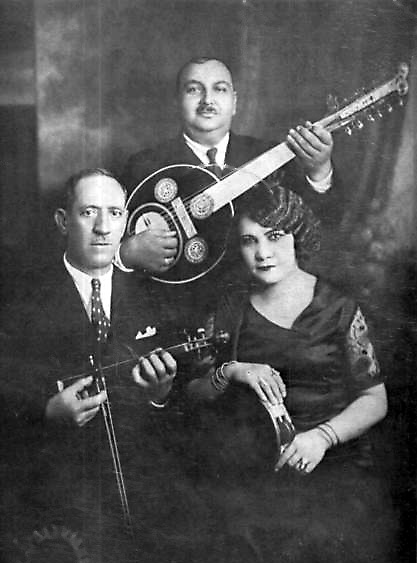
Roza Eskenazi i els seus músics, D. Semsis (buzuki) i Agapios Tomboulis (ud).

Roza Eskenazi (en grec: Ρόζα Εσκενάζυ, Istanbul, entre 1895 i 1897 - Stomio, Coríntia, 2 de desembre de 1980) era una cantant grega de l'estil "rebétiko" i de música tradicional grega de l'Àsia Menor, la carrera musical de la qual es va allargar des d'abans de 1920 fins als anys 1970.

## Origen
Roza Eskenazi nasqué amb el nom de Sara Skinazi en una família jueva pobra d'Istanbul, probablement entre els anys 1895 i 1897, tot i que ella sempre havia dit, traient-se anys, que havia nascut el 1910. El seu pare era un mercader de teles, i tenia dos germans, Nissim i Sami. Quan Sara encara era una nena, la família es traslladà a Selanik, i després a Komotini, on hi vivien molts turcs. Un dia, els amos turcs d'una taverna la van sentir cantar i, encantats amb la seva veu, li demanaren a Flora, la seva mare, per contractar-la. La mare no acceptà i, per tant, la nena no va poder cantar a la taverna. Tot i així, molt temps després, Roza declarà a un periòdic que els anys que havia viscut a Komotini havia estat quan s'havia decidit a ser cantant.

## Inici de la seva carrera
Quan tornà a Selanik, la noia començà a ballar en un hotel de la ciutat. Allà hi conegué Yiannis Zardinidis, fill d'una de les famílies més riques de Capadòcia. La família Zardinidis no acceptà Sara perquè la consideraven immoral, de manera que la parella es va escapar l'any 1913 per viure junts, i Sara canvià el seu nom per Roza, amb el qual seria coneguda tota la seva carrera. Yiannis Zardinidis morí l'any 1917, deixant Roza amb una criatura, Paraschos.
Després de la mort de Yiannis, i en el marc de l'intercanvi de poblacions entre Grècia i Turquia, ella va anar a viure a Atenes, on ballava i cantava en una taverna en llengües grega, turca i armènia, i on el 1920 va conèixer el músic Panagiotis Toundas, que reconegué immediatament el seu talent i la presentà a Vassilis Toumbakaris, representant de Columbia Records. Els dos primers discos que va gravar amb aquest segell, Kalamatiano Mandili i Koftin Eleni Tin Elia (cap al 1928) foren l'inici d'una carrera musical que la faria coneguda fins als anys 1960. Ja durant els anys 1930 tenia més de 300 cançons al seu repertori i era una de les artistes més famoses de Grècia. Moltes de les seves cançons eren de música tradicional, especialment de Grècia i d'Esmirna (Turquia), i les corresponents a l'estil rebétiko de l'escola d'Esmirna foren les que actualment permeten considerar Roza Eskenazi la cantant més important d'aquest estil.

## Carrera internacional
Quan ja era famosa a tota Grècia, la seva carrera portà Roza Eskenazi per tota la diàspora grega. Junt amb el tocador d'ud Agapios Tomboulis, va fer una gira per les comunitats gregues d'Egipte, Albània i Sèrbia, on va trobar també molts seguidors turcs. La seva música era poc conservadora, i una de les seves cançons, Πρέζα όταν Πιείς ("Quan et fots droga"), fou prohibida pel govern del dictador grec Ioannis Metaxas.

## Segona Guerra Mundial
Durant la Segona Guerra Mundial, Roza Eskenazi seguia cantant i obrí una taverna pròpia, Krystal, amb el seu fill Paraschos. Ella ajudava els grecs que s'oposaven a la invasió nazi i també a la comunitat jueva grega. Un dia, els alemanys l'empresonaren però ella aconseguí escapar-se'n i amagar-se fins al 1945.

## Postguerra
Després de la guerra, el 1949, Roza tornà a Grècia per la ciutat de Patras a fi d'aconseguir papers nous d'identitat. Així fou com va conèixer el policia Christos Philipakopoulos, que era gairebé trenta anys més jove que ella. L'any 1952 visità els Estats Units per cantar a les comunitats grega i turca del país. L'any 1955, l'albanès Ayden Leskoviku, de la Balkans Record Company, la convidà a cantar per primera vegada a Istanbul, la seva ciutat natal, i a partir d'aquí compongué més de 40 cançons per a Leskoviku. Poc després d'Istanbul, Roza Eskenazi va fer dues gires pels Estats Units, amb actuacions a Nova York, Detroit i Chicago. El 5 de juliol de 1958, durant la segona gira americana, es casà amb Frank Alexander, probablement només per poder obtenir el permís de treball al país. Tanmateix, el 1959 retornà a Atenes per viure amb l'ara ex-policia Christos Philipokopoulos, comprà una casa gran a Kipoupoli amb els diners guanyats a les gires americanes i tots dos hi van viure la resta de les seves vides.
Cap a l'any 1960, la música de Roza Eskenazi ja no interessava el públic jove, que preferia músiques més modernes. Tot i així, el 1976 li van preparar un programa especial a la televisió amb les joves cantants Haris Alexiou, continuadora del seu estil, i Glykeria. Els estudiosos de la música grega deien que l'estil de Roza Eskenazi era el rebétiko original.

## Mort
Roza Eskenazi morí el 2 de desembre de 1980 i fou enterrada en la vila de Stomio, a la regió de Coríntia.

## Biopic
El 2011, el director de cinema Roy Sher produí i dirigí el documental My Sweet Canary ("El meu dolç canari"), basat en la vida de Roza Eskenazi. La pel·lícula parla de tres joves músics de Grècia, Turquia i Israel que cerquen els músics més coneguts de rebétiko. La banda sonora és interpretada per la israeliana Yasmin Levy, la turca Mehtap Demir, els grecs Maria Koti i Sotiris Papatragiannis i la anglo-xipriota Martha Demeteri Lewis.